# Liste der Fernstraßen in Armenien

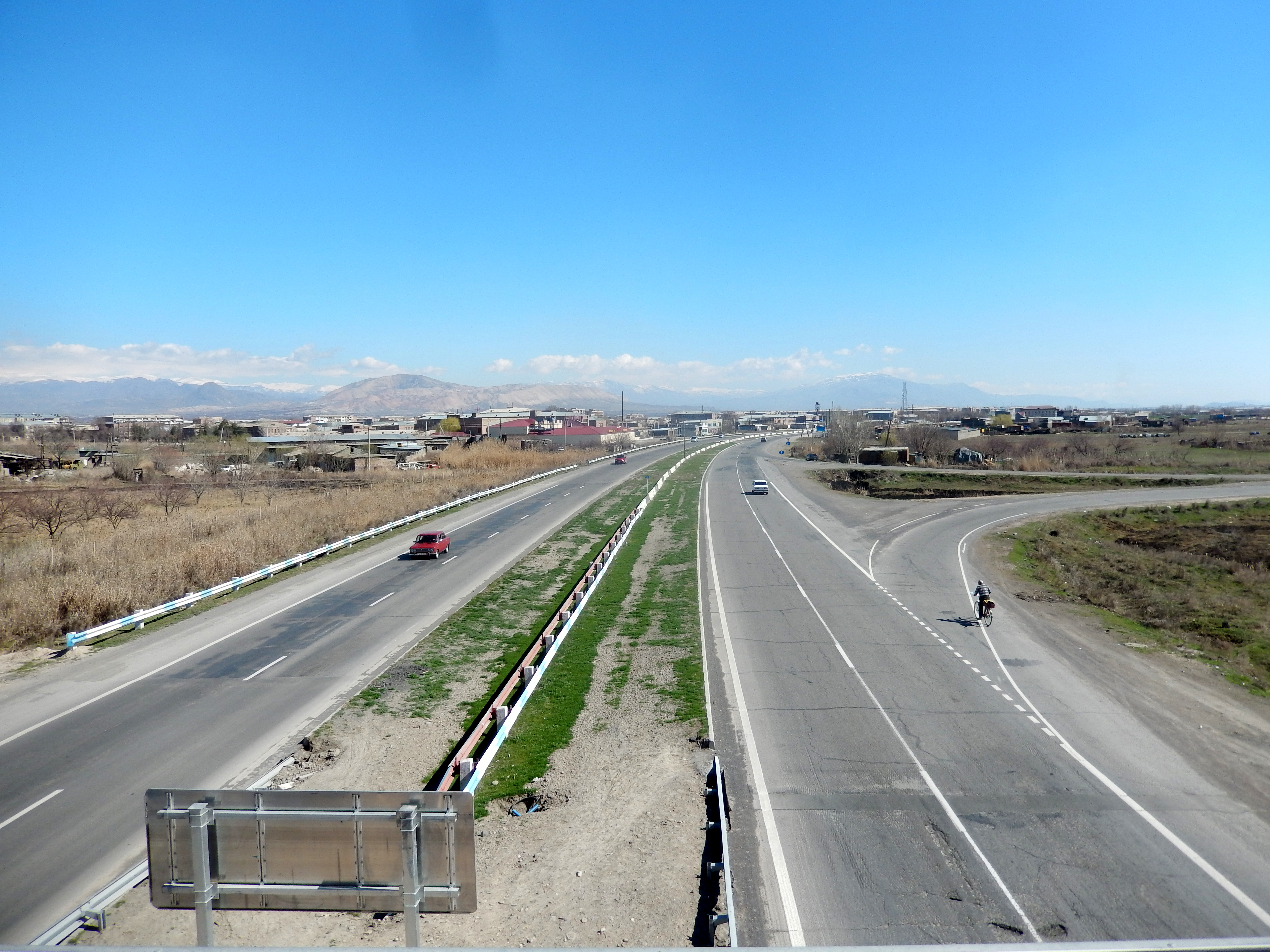
Die M2 in Armenien. 2016

Die Liste der Fernstraßen in Armenien listet die Fernstraßen in Armenien.

## Fernstraßen
| Kurz | Name    | Verlauf                                                     | Länge  |
| ---- | ------- | ----------------------------------------------------------- | ------ |
| Մ1   | M1 Մ1   | Jerewan – Bavra – Grenze zu Georgien                        | 167 km |
| Մ2   | M2 Մ2   | Jerewan – Agarak – Grenze zu Iran                           | 373 km |
| Մ3   | M3 Մ3   | Grenze zur Türkei – Margara – Dsoramut – Grenze zu Georgien | 184 km |
| Մ4   | M4 Մ4   | Jerewan – Azatamut – Grenze zu Aserbaidschan                | 146 km |
| Մ5   | M5 Մ5   | Jerewan – Bagaran – Grenze zur Türkei                       | 82 km  |
| Մ6   | M6 Մ6   | Wanadsor – Bagrataschen – Grenze zu Georgien                | 97 km  |
| Մ7   | M7 Մ7   | Lernanzk – Achurik – Grenze zur Türkei                      | 57 km  |
| Մ8   | M8 Մ8   | Wanadsor – Dilidschan                                       | 37 km  |
| Մ9   | M9 Մ9   | Talin – Karakert                                            | 43 km  |
| Մ10  | M10 Մ10 | Sewan – Getap                                               | 120 km |
| Մ11  | M11 Մ11 | Martuni – Sotk – Grenze zu Aserbaidschan                    | 60 km  |
| Մ12  | M12 Մ12 | Goris – Tegh – Grenze zu Aserbaidschan                      | 25 km  |
| Մ13  | M13 Մ13 | Angeghakot – Shaghat – Grenze zu Aserbaidschan              | 20 km  |
| Մ14  | M14 Մ14 | Zowagjugh – Wardenis                                        | 96 km  |
| Մ15  | M15 Մ15 | Abowjan – Masis                                             | 29 km  |
| Մ16  | M16 Մ16 | Haghtanak – Asatamut                                        | 59 km  |
| Մ17  | M17 Մ17 | Kapan – Meghri                                              | 91 km  |